# Diana Groó
Dans le nom hongrois Groó Diana, le nom de famille précède le prénom, mais cet article utilise l’ordre habituel en français Diana Groó, où le prénom précède le nom.
Diana Groó est une réalisatrice et scénariste hongroise née le 10 septembre 1973 à Budapest.

## Biographie

### Jeunesse et études
En 1992, elle fréquente l'Université de Szeged et l'Université Loránd-Eötvös où elle étudie la langue française et le judaïsme. Pendant ce temps, elle travaille également comme assistante de Judit Elek et de Pál Schiffer (hu) à Hunnia Filmstúdió.
En 1995, elle est admise à l'Université d'art dramatique et cinématographique de Budapest, où elle étudie la réalisation dans la classe de Sándor Simó.

### Carrière audiovisuelle

#### Trapé(1996)
Diana Groó connaît son premier succès avec le court métrage documentaire Trapé sorti en 1996 pour son premier examen de fin d'année à l'Académie du cinéma.
Le film raconte l'histoire d'Erwino, un trapéziste hongrois de 70 ans, membre d'un cirque itinérant, qui a décidé de reprendre son spectacle après une longue interruption. Elle suit Erwino et vit avec le cirque itinérant pendant six mois, ce qui lui permet de filmer non seulement le moment tant attendu de la première, mais aussi de révéler le passé nazi secret du vieil artiste.
La réalisatrice reçoit sa première récompense en 1997 grâce à ce documentaire présenté au Art Film Fest (en). Le prix du meilleur espoir lui est décerné par Geraldine Chaplin et Krzysztof Zanussi.

#### OttavioetMelody of the street
Pendant ses études de cinéma, elle réalise le court métrage documentaire Ottavio (avec Attila Kékesi) ainsi que le court métrage Melody of the street sorti en 1999, qui ont été récompensés.

#### Katapult Film Production
Groó a obtenu sa maîtrise en réalisation de films en 2000. Après avoir obtenu son diplôme, elle cofonde la société Katapult Film Production avec ses collègues réalisateurs (Ferenc Török, György Pálfi, Szabolcs Hajdu, Bence Miklauzic, Dániel Erdélyi, Gábor Fischer, Csaba Fazekas).

#### Animation expérimentale (2001- 2006)
Entre 2001 et 2006, elle se tourne vers l'animation expérimentale et réalise Wild Imagination, une série expérimentale sur l'histoire de l'art consacrée à Marc Chagall, Auguste Renoir, Henri Rousseau, Pieter Bruegel et Lajos Gulácsy (en).
En 2005, les quatre premiers épisodes de la série ouvrent l'exposition d'art contemporain du musée d'art contemporain de Herzliya (en).
La série a été sélectionnée pour les cours InterMedia de l'Université de Haïfa avec les œuvres de Peter Greenaway, Derek Jarman et d'autres.

#### Miracle in Cracow(2004)
Son premier long métrage, Miracle in Cracow (2004), une œuvre de réalisme magique juif (avec Jerzy Trela, Franciszek Pieczka, Stanisława Celińska , Itala Békés, Eszter Bíró et Maciej Adamczyk) est coproduit par Krzysztof Zanussi.